# Prinses Julianaschool (Brussel)
De Prinses Julianaschool (voluit: Vlaams-Nederlandse Protestants-Christelijke Basisschool Prinses Juliana V.Z.W.) is een Vlaams/Nederlandse basisschool in Brussel, onder meer bevolkt door kinderen van Nederlandse expats die werkzaam zijn bij bijvoorbeeld de EU of de NAVO.
De school ligt in de d'Oultremontstraat in de Brusselse gemeente Etterbeek, vlak bij het Jubelpark.
Lange tijd werd de school bekostigd door de Nederlandse overheid, maar deze besloot in de jaren negentig daarmee op te houden en de school over te dragen aan de Vlaamse overheid. Dit veranderde de school officieel in een "Vlaams-Nederlandse" school. 
De school volgt het International Primary Curriculum (IPC) lesprogramma met veel aandacht voor Nederland en België.